# Regulamento T
O Regulamento T do Conselho da Reserva Federal (também referido como Reg T) é 12 CFR §220 – Código de Regulamentos Federais, Título 12, Capítulo II, Subcapítulo A, Parte 220 (Crédito por Corretores e Distribuidores). 
O Regulamento T rege a concessão de crédito por corretoras e corretoras de valores mobiliários nos Estados Unidos.  Sua função mais conhecida é o controle de exigências de margem para ações compradas em margem. O requisito de margem inicial para tais compras de ações de margem tem sido de 50%  desde 1974,  mas o Regulamento T dá ao Federal Reserve a autoridade para alterar essa porcentagem. Aumentar o requisito de margem reduz ostensivamente o risco no sistema financeiro, reduzindo a alavancagem potencial e o poder de compra total dos investidores. Por outro lado, a redução da exigência de margem aumenta o risco sistêmico ao expandir o poder de compra e a alavancagem disponíveis para os investidores. Desde 1974, o Federal Reserve não considerou necessário ajustar a exigência de margem apesar de extremos periódicos de volatilidade de preços nos mercados de ações. 